# Бајице
Бајице су насеље у пријестоници Цетиње у Црној Гори. Налазе се у северозападном делу Цетињског поља, на надморској висини од 700 до 760 метара и данас чине предграђе Цетиња, срастајући постепено са њим. Према попису из 2003. било је 857 становника (према попису из 1991. било је 805 становника).

## Историја
У касном средњем веку, Бајице су село у Цетињском пољу, које је потпадало под област Горње Зете и влашћу породице Црнојевић. У једној повељи Ивана Црнојевића, из 1485. године, помиње се род Бајичића. У овом месту су братства старијег порекла били: Бориловићи, Мусулимовићи и Милошевићи. Вјероватно су сви они, или макар њихово језгро, пореклом од некада јаког рода Бајичића. Главно братство у Бајицама касније постају Мартиновићи, који су доселили из околине Гацка (Великог војводства, односно Херцештва Стефана Вукчића Косаче, у Краљевини Босни) након његовог пада под отоманску власт. У овом месту је рођен Арсеније III Црнојевић, пећки патријарх (1674-1690) епископ и патријарх аустријских Срба (1690-1706). Из Бајица је и владика Василије Бориловић (Висарион Бориловић Бајица).
Из Бајица су народни хероји Марко, Станко, Блажо и Никола Мартиновић.

## Демографија
У насељу Бајице живи 599 пунолетних становника, а просечна старост становништва износи 34,0 година (33,8 код мушкараца и 34,2 код жена). У насељу има 242 домаћинства, а просечан број чланова по домаћинству је 3,54.
Ово насеље је великим делом насељено Црногорцима (према попису из 2003. године), а у последња три пописа, примећен је пораст у броју становника.
|  |

| Демографија | Демографија | Демографија |
| Година      | Становника  | Становника  |
| ----------- | ----------- | ----------- |
|             |             |             |
|             |             |             |
|             |             |             |
|             |             |             |
| 1948.       | 519         |             |
| 1953.       | 518         |             |
| 1961.       | 587         |             |
| 1971.       | 551         |             |
| 1981.       | 626         |             |
| 1991.       | 805         | 796         |
| 2003.       | 866         | 857         |
|             |             |             |

| Етнички састав према попису из 2003.‍ | Етнички састав према попису из 2003.‍ | Етнички састав према попису из 2003.‍ | Етнички састав према попису из 2003.‍ | Етнички састав према попису из 2003.‍ |
| ------------------------------------ | ------------------------------------ | ------------------------------------ | ------------------------------------ | ------------------------------------ |
|                                      |                                      |                                      |                                      |                                      |
| Црногорци                            | Црногорци                            |                                      | 792                                  | 92,41%                               |
| Срби                                 | Срби                                 |                                      | 46                                   | 5,36%                                |
| Југословени                          | Југословени                          |                                      | 5                                    | 0,58%                                |
| Хрвати                               | Хрвати                               |                                      | 3                                    | 0,35%                                |
| Мађари                               | Мађари                               |                                      | 2                                    | 0,23%                                |
| Руси                                 | Руси                                 |                                      | 1                                    | 0,11%                                |
| Роми                                 | Роми                                 |                                      | 1                                    | 0,11%                                |
| непознато                            | непознато                            |                                      | 5                                    | 0,58%                                |

| Година пописа     | 1948. | 1953. | 1961. | 1971. | 1981. | 1991. | 2003. |
| ----------------- | ----- | ----- | ----- | ----- | ----- | ----- | ----- |
| Број домаћинстава | 127   | 112   | 141   | 125   | 154   | 218   | 244   |

| Број чланова      | 1   | 2  | 3  | 4  | 5  | 6  | 7  | 8 | 9 | 10 и више | Просек |
| ----------------- | --- | -- | -- | -- | -- | -- | -- | - | - | --------- | ------ |
| Број домаћинстава | 242 | 38 | 38 | 32 | 66 | 41 | 16 | 7 | 3 | 1         | 0      |

| Пол    | Укупно | Неожењен/Неудата | Ожењен/Удата | Удовац/Удовица | Разведен/Разведена | Непознато |
| ------ | ------ | ---------------- | ------------ | -------------- | ------------------ | --------- |
| Мушки  | 327    | 133              | 169          | 11             | 7                  | 7         |
| Женски | 331    | 107              | 169          | 45             | 6                  | 4         |
| УКУПНО | 658    | 240              | 338          | 56             | 13                 | 11        |

| Пол    | Укупно                    | Пољопривреда, лов и шумарство | Рибарство                            | Вађење руде и камена | Прерађивачка индустрија       |
| ------ | ------------------------- | ----------------------------- | ------------------------------------ | -------------------- | ----------------------------- |
| Мушки  | 134                       | 1                             | 0                                    | 1                    | 65                            |
| Женски | 98                        | 0                             | 0                                    | 0                    | 49                            |
| УКУПНО | 232                       | 1                             | 0                                    | 1                    | 114                           |
| Пол    | Производња и снабдевање   | Грађевинарство                | Трговина                             | Хотели и ресторани   | Саобраћај, складиштење и везе |
| Мушки  | 3                         | 4                             | 16                                   | 2                    | 12                            |
| Женски | 1                         | 0                             | 10                                   | 5                    | 3                             |
| УКУПНО | 4                         | 4                             | 26                                   | 7                    | 15                            |
| Пол    | Финансијско посредовање   | Некретнине                    | Државна управа и одбрана             | Образовање           | Здравствени и социјални рад   |
| Мушки  | 0                         | 1                             | 6                                    | 5                    | 2                             |
| Женски | 0                         | 3                             | 1                                    | 9                    | 7                             |
| УКУПНО | 0                         | 4                             | 7                                    | 14                   | 9                             |
| Пол    | Остале услужне активности | Приватна домаћинства          | Екстериторијалне организације и тела | Непознато            | Непознато                     |
| Мушки  | 5                         | 0                             | 0                                    | 11                   | 11                            |
| Женски | 5                         | 0                             | 0                                    | 5                    | 5                             |
| УКУПНО | 10                        | 0                             | 0                                    | 16                   | 16                            |